# Xanthonymus astrape
Xanthonymus astrape is een vlinder uit de familie van de dikkopjes (Hesperiidae). De soort is voor het eerst wetenschappelijk beschreven als Pardaleodes astrape door William Jacob Holland in een publicatie uit 1892.

## Verspreiding
De soort komt voor in Sierra Leone, Liberia, Ivoorkust, Ghana, Togo, Benin, Nigeria, Kameroen, Equatoriaal Guinea, Gabon, Centraal-Afrikaanse Republiek, Congo-Brazzaville, Congo-Kinshasa en Oeganda.

## Habitat
Het habitat bestaat uit bosranden en kapvlakten.

## Waardplanten
De rups leeft op Trachyphrynium braunianum (Marantaceae).